# Pentametilbenzene
Il pentametilbenzene è un idrocarburo aromatico di formula C11H16. Strutturalmente è considerabile come una molecola di benzene dove cinque atomi di idrogeno sull'anello aromatico sono stati sostituiti con altrettanti gruppi metilici -CH3. In condizioni standard appare come un solido cristallino di colore beige insolubile in acqua. Il pentametilbenzene è poco utilizzato a livello industriale e la sua area di interesse è sostanzialmente limitata all'ambito della ricerca chimica. La molecola risulta instabile a contatto con sostanze fortemente ossidanti, è pertanto buona norma conservare il composto sotto vuoto in un luogo fresco, asciutto e ben ventilato.

## Sintesi
Il pentametilbenzene può essere ottenuto per metilazione in ambiente anidro dell'1,4-xilene con clorometano, in presenza di cloruro di alluminio con funzione di catalizzatore:

 + 3CH3Cl →  + 3HCl

## Reattività
Il pentametilbenzene, reagendo in ambiente anidro con clorometano ed in presenza di cloruro di alluminio come catalizzatore, può dare la formazione di esametilbenzene:
 + CH3Cl →  + HCl
Trattasi questo del medesimo meccanismo di reazione utilizzato per la sintesi del pentametilbenzene. Tale reazione può essere considerata come un "proseguimento" del processo di sintesi in seguito all'aggiunta di un'ulteriore mole di clorometano.